# Carretera de Nebraska 51
La Carretera de Nebraska 51, y abreviada NE 51 (en inglés: Nebraska Highway 51) es una carretera estatal estadounidense ubicada en el estado de Nebraska. La carretera inicia en el Oeste desde la US 275  noroeste de Wisner hacia el Este en la IA 175  en Missouri River en Decatur. La carretera tiene una longitud de 58,9 km (36.63 mi).

## Mantenimiento
Al igual que las autopistas interestatales, y las rutas federales y el resto de carreteras estatales, la Carretera de Nebraska 51 es administrada y mantenida por el Departamento de Carreteras de Nebraska por sus siglas en inglés NDOR.

## Cruces
La Carretera de Nebraska 51 es atravesada principalmente por la  US 77  norte de Lyons
 US 75  en Decatur.